# Locana
Locana is een gemeente in de Italiaanse provincie Turijn (regio Piëmont) en telde 30 september 2017 ±1450 inwoners. 

## Demografie
Het aantal inwoners daalde in de periode 1991-2016 met 25,8% volgens ISTAT. Wegens deze grote daling besloot de burgemeester begin 2019 nieuwe inwoners te belonen met maximaal €9000.
| Jaar | Inwoneraantal |
| ---- | ------------- |
| 1991 | 1983          |
| 2001 | 1806          |
| 2004 | 1720          |
| 2016 | 1471          |
| 2017 | 1453          |

## Geografie
Locana grenst aan de volgende gemeenten: Cogne (AO), Ronco Canavese, Noasca, Ribordone, Sparone, Chialamberto, Cantoira, Corio, Monastero di Lanzo, Coassolo Torinese.
1. ↑  https://demo.istat.it/?l=it.
2. ↑  Cash for babies, $10,000 gifts, $1 homes: The battle for the soul of rural Italy Silvia Marchetti (CNN travel) 26 januari 2019, bezocht 3-2-2019. Gearchiveerd op 23 augustus 2023.